# Долина Парадокс
Долина Парадокс — басейн, розташований в окрузі Монтроуз у штаті Колорадо, США. 

## Загальний опис
Суха, малонаселена долина названа за ознакою парадоксального русла річки Долорес — замість того, щоб текти вздовж долини, річка розрізає її посередині. Долина є місцем реалізації проекту Бюро меліорації з контролю солоності, який спричинив тисячі землетрусів, а також запропонованого місця розташування нового уранового заводу, який стане першим у Сполучених Штатах за останні 25 років.

## Географія і клімат
Долина Парадокс тягнеться на північний захід-південний схід і має приблизно 3-5 миль (5-8 км) в ширину і 25 миль (40 км) в довжину. Він розташований на крайньому західному краю Колорадо, приблизно за 50 миль (80 км) на південь від міста Гранд-Джанкшн. На північному заході піднімається хребет Ла-Саль в штаті Юта. Шосе штату 90 слідує за Долиною Парадокс на шляху від Натуріти до межі штату Юта, перетинаючи міст через річку Долорес поблизу невеликого некорпорованого містечка Бедрок. Місто Парадокс лежить за кілька миль на північ від шосе. Висота на дні долини коливається від приблизно 5000 футів (1500 м) на річці Долорес до майже 6000 футів (1800 м) на південно-східному кінці. Круті паралельні стіни з пісковику та сланцю обмежували долину на північному сході та південному заході.
Долина була названа в 1875 році геологом і геодезистом Альбертом Чарльзом Пілом, після того, як він зазначив, що річка Долорес «бажає робити дивні та несподівані речі» в цій місцевості. Замість того, щоб текти вниз по долині, річка виходить із вузької щілини в одній стіні, розрізає перпендикулярно посередині та виходить через іншу щілину. Як наслідок цієї незвичайної географії, долина не може легко зрошуватися річкою Долорес, але джерела та струмки, що живляться талим снігом з хребта Ла-Саль, підтримують сільське господарство в північно-західній третині.
Поблизу центру долини в місті Бедрок середні температури коливаються від 45 °F (7 °C) у грудні до 96 °F (36 °C) у липні. Середні найнижчі температури коливаються від 13 °F (–11 °C) у грудні до 54 °F (12 °C) у липні. У Бедроку щорічно випадає в середньому 11 дюймів (28 см) опадів, включаючи 9 дюймів (23 см) снігу.

## Геологія долини
Очевидний парадокс долини Парадокс можна пояснити соляною тектонікою. Долина — обрушена антикліналь, тип геологічної складчастості. Приблизно 300 мільйонів років тому, під час середнього пенсильванського періоду, коли річка вже існувала, високий тиск на землі на північному сході спричинив стік соляних відкладень, що лежать під ними, до місця, де зараз знаходиться долина. Сіль натрапила на гребінь блоків розломів і відхилилася вгору, проникаючи в шари гірських порід, що лежать вище, і утворювала соляний купол. Можливо, сіль насправді не була відкритою на поверхні, але підземні води, що потрапляють у верхню частину купола, розчиняють соляні шари, що лежать під ним, дозволяючи центру зруйнуватися, утворюючи те, що сьогодні називається Долиною Парадокс. Цей процес тривав приблизно 150 мільйонів років, достатньо довго, щоб річка Долорес впала в сушу та зберегла своє давнє русло. Той самий процес також створив Моавську долину (Спеніш-Веллі) на заході, перерізану подібним чином річкою Колорадо.
Формація Парадокс, геологічне утворення, що містить сіль, гіпс, ангідрит, сланці, пісковик і вапняк , названа на честь відкладень, знайдених у долині Парадокс. Басейн Парадокс, геологічна провінція, на території якої знаходиться формація Парадокс, також носить назву долини.

## Інтернет-ресурси
- Upstream and downstream water quality data from the United States Geological Survey
- Photo of Paradox Valley near Bedrock, CO on Panoramio